# Олтень (Ковасна)
Олтень, Олтені (рум. Olteni) — село у повіті Ковасна в Румунії. Входить до складу комуни Бодок.
Село розташоване на відстані 172 км на північ від Бухареста, 13 км на північ від Сфинту-Георге, 40 км на північний схід від Брашова.

## Населення
За даними перепису населення 2002 року у селі проживали 742 особи.
Національний склад населення села:
| Національність | Кількість осіб | Відсоток |
| -------------- | -------------- | -------- |
| угорці         | 705            | 95,0%    |
| румуни         | 30             | 4,0%     |
| цигани         | 7              | 0,9%     |

Рідною мовою назвали:
| Мова      | Кількість осіб | Відсоток |
| --------- | -------------- | -------- |
| угорська  | 710            | 95,7%    |
| румунська | 32             | 4,3%     |